# 刘济荪
刘济荪（1908年—1988年3月7日），男，山西五台人，中华人民共和国政治人物，曾任湖北省人民政府副主席，湖北省人民委员会副省长，湖北省政协副主席。